# 法兰西地区贝卢瓦
法兰西地区贝卢瓦（法語：Belloy-en-France，法語發音：[bɛlwa ɑ̃ fʁɑ̃s] ⓘ），或纯音译作贝卢瓦昂法兰西，是法国法兰西岛大区瓦兹河谷省的一个市镇，位于该省东部，属于萨塞勒区。

## 地理
法兰西地区贝卢瓦（49°5'22"N, 2°22'16"E）面积9.49 平方千米，位于法国法蘭西島大區瓦兹河谷省，该省份为法国北部内陆省份，北起瓦兹省，西接厄尔省，南至塞纳-圣但尼省、上塞纳省和伊夫林省，东临塞纳-马恩省。
与法兰西地区贝卢瓦接壤的市镇（或旧市镇、城区）包括：维亚尔姆、埃皮奈尚普拉特勒、吕扎什、圣马丹迪泰特尔、维莱讷苏布瓦、维利耶勒塞克。

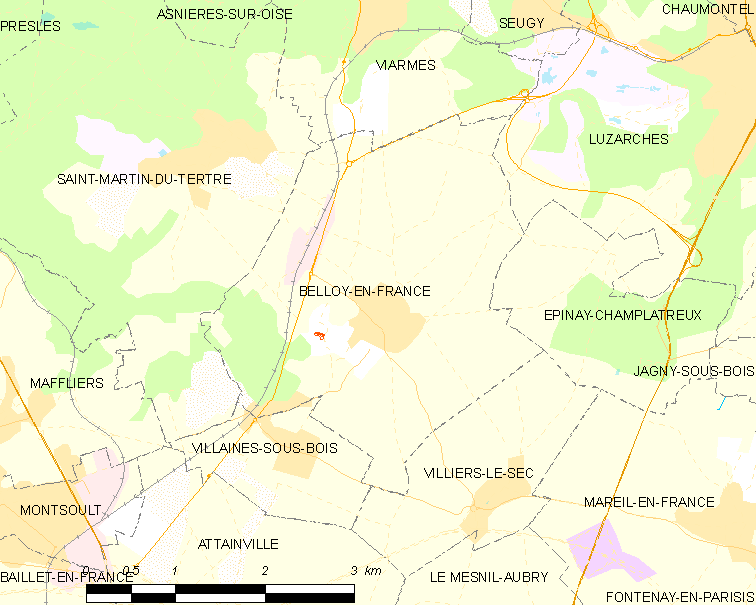
法兰西地区贝卢瓦的OSM定位图

法兰西地区贝卢瓦的时区为UTC+01:00、UTC+02:00（夏令时）。

## 行政
法兰西地区贝卢瓦的邮政编码为95270，INSEE市镇编码为95056。

## 政治
法兰西地区贝卢瓦所属的省级选区为福斯县。

## 人口

1962-2008年间法兰西地区贝卢瓦人口变化图示

法兰西地区贝卢瓦于2022年1月1日时的人口数量为2239人。